# Casearia ripicola
Casearia ripicola är en videväxtart som beskrevs av Herman Otto Sleumer. Casearia ripicola ingår i släktet Casearia och familjen videväxter. Inga underarter finns listade i Catalogue of Life.